# 叫安镇
叫安乡，是中华人民共和国广西壮族自治区防城港市上思县下辖的一个乡镇级行政单位。

## 行政区划
叫安乡下辖以下地区：
提高村、那当村、平江村、松柏村、双板村、百包村、那布村、叫安村、三科村、那工村、熟康村委委会、文明村、板细村、那午村、杆青村、高福村、凤凰村、昌菱农场林工商公司生活区和红旗林场生活区。